# 496

Slag bij Tolbiac (496)

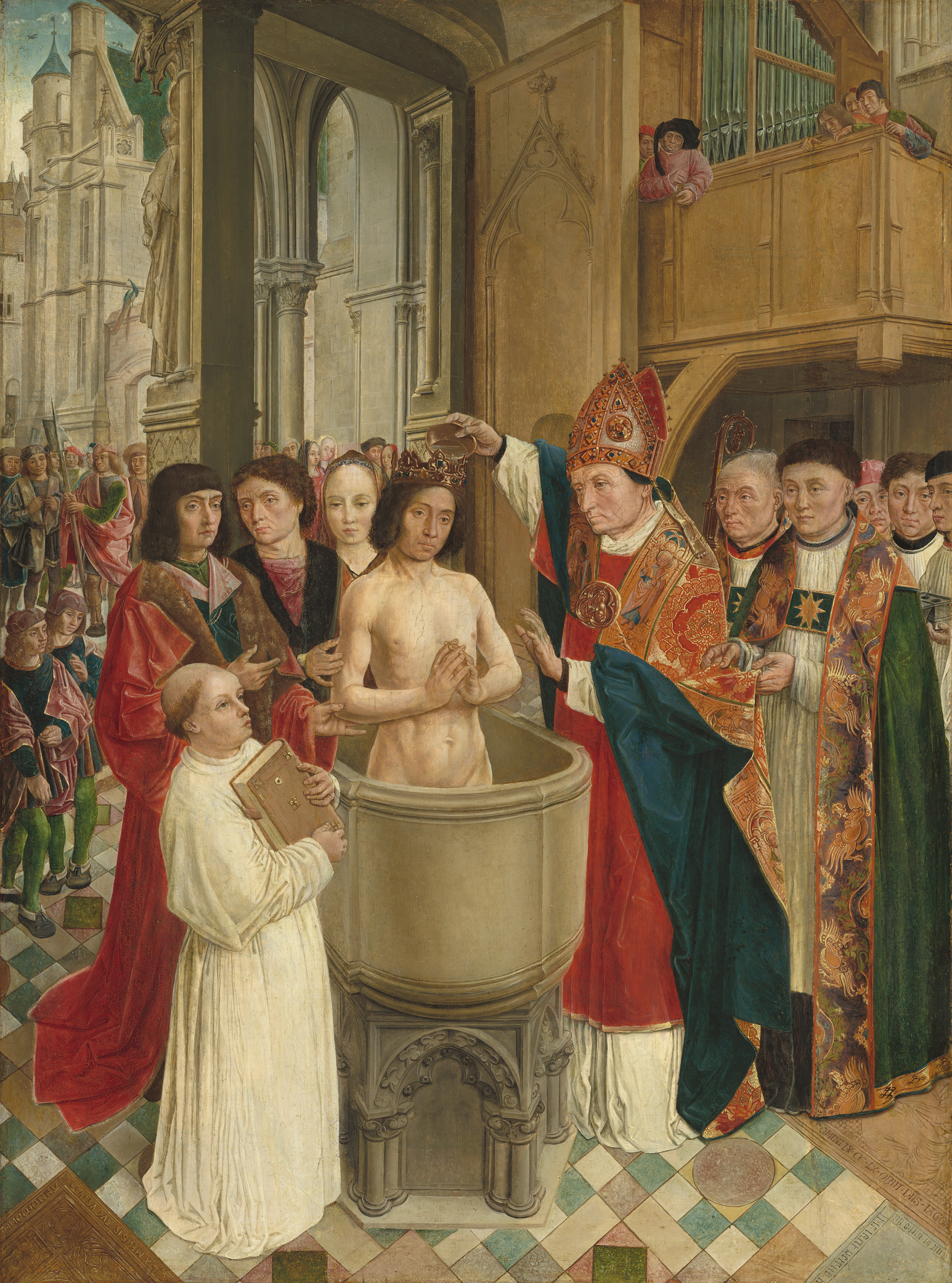
Clovis I wordt gedoopt door Remigius

Het jaar 496 is het 96e jaar in de 5e eeuw volgens de christelijke jaartelling.

## Gebeurtenissen

### Europa
- Slag bij Tolbiac: Koning Clovis I behaalt een beslissende overwinning op de Alemannen bij Zülpich (Noordrijn-Westfalen). De Franken plunderen Raetia (huidige Zwitserland), maar worden gestuit door de Ostrogoten.
- Burdunellus ontketent een opstand in Visigotisch Spanje.
- Frankisch-Visigotische Oorlog (496-498): Clovis start een rooftocht tegen de Aquitaanse Goten. Diverse steden worden veroverd en geplunderd.
- 25 december - Clovis I laat zich onder ceremonieel vertoon met duizenden van zijn Frankische krijgers in Reims dopen door bisschop Remigus en bekeren tot het christendom.

### Afrika
- Thrasamund (r. 496-523) volgt zijn broer Gunthamund op als koning van de Vandalen en Alanen. Tijdens zijn bewind verliest het Vandaalse Rijk alle gebieden in Noord-Algerije door plundering van opstandige Berbers.

### Italië
- 14 februari - Paus Gelasius I introduceert Valentijnsdag (Heilige Valentijn) ter vervanging van het heidense feest Lupercalia.
- Paus Anastasius II (496-498) volgt Gelasius I op als de 50e paus van Rome. Tijdens zijn pontificaat probeert hij de religieuze verdeeldheid (Acaciaans schisma) op te lossen.

### Perzië
- Koning Kavad I wordt door zijn broer Zamasp afgezet en verbannen naar Elam. Hij wordt door de adel uitgeroepen tot opvolger en bestijgt de troon van het Perzische Rijk.

## Geboren
- Childebert I, koning van de Franken (overleden 558)
- Germanus van Parijs, aartsbisschop en heilige (overleden 576)

## Overleden
- 19 november - Gelasius I, paus van de Rooms-Katholieke Kerk
- Gunthamund, koning van de Vandalen en Alanen